# Bolesław Czaiński

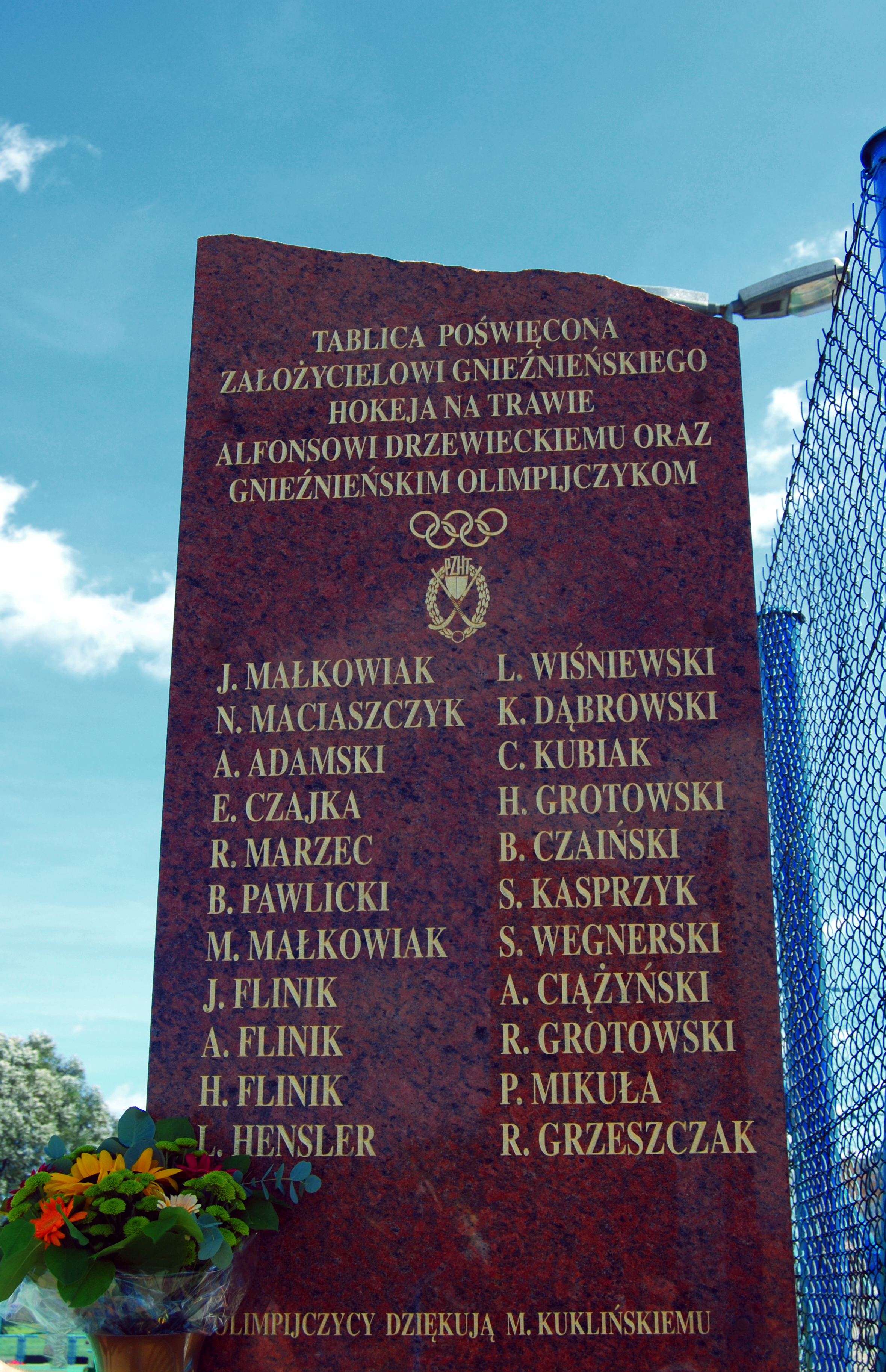
Tablica poświęcona Gnieźnienskim olimpijczykom,wśród nich Bolesław Czaiński.

Bolesław Czaiński (ur. 23 czerwca 1949 w Gnieźnie) – polski hokeista na trawie, olimpijczyk.
Syn Franciszka i Stanisławy z domu Hyży, ukończył szkołę zawodową w Gnieźnie (1966), uzyskując przygotowanie do zawodu elektromontera. Pracował także jako maszynista elektrowozu PKP. Od 1961 trenował hokej na trawie w Stelli Gniezno; z tym klubem związana jest większość jego kariery, w czasie służby wojskowej grał ponadto w Grunwaldzie Poznań. Był mistrzem Polski w 1974. W latach 1969–1973 występował w reprezentacji narodowej, w 14 spotkaniach strzelił jedną bramkę. Brał udział w igrzyskach olimpijskich w Monachium w 1972, na których polski zespół zajął 11. miejsce. Grał na pozycji napastnika.
W 1972 otrzymał odznakę "Mistrz Sportu". Po zakończeniu kariery był m.in. sędzią hokeja. Żonaty (żona Wanda Dymek), ma troje dzieci (córki Monikę, ur. 1972 i Izabelę, ur. 1974 oraz syna Michała, ur. 1982).